# Eupithecia limbofasciata
Eupithecia limbofasciata là một loài bướm đêm trong họ Geometridae.